# Liebe. Jetzt!
Liebe. Jetzt! ist eine deutsche Comedy-Fernsehserie von ZDFneo. Die Erstausstrahlung erfolgte am 3. Mai 2020. Am 1. Dezember 2020 wurden sechs weitere Folgen unter dem Titel Liebe. Jetzt! Christmas Edition ausgestrahlt.

## Inhalt
Liebe. Jetzt! erzählt Geschichten, die Mut machen und zeigen, wie mächtig Zusammenhalt, Fürsorge und Zuneigung sein können. Von einem frisch getrennten Paar über eine Vater-Tochter-Beziehung bis hin zu zwei Kollegen werden unterschiedliche Schicksale in Zeiten von Corona präsentiert. Liebe gewinnt (fast immer)!

## Besetzung

### Staffel 1
| Darsteller           | Folge                     |
| -------------------- | ------------------------- |
| Natalia Belitski     | 1 (Plötzlich Paar)        |
| Jürgen Vogel         | 1 (Plötzlich Paar)        |
| Dela Dabulamanzi     | 1 (Plötzlich Paar)        |
| Lea Zoë Voss         | 2 (Ja, nein, vielleicht?) |
| Leonard Scheicher    | 2 (Ja, nein, vielleicht?) |
| Sarina Radomski      | 2 (Ja, nein, vielleicht?) |
| Sebastian Schwarz    | 3 (Der Kuss)              |
| Maryam Zaree         | 3 (Der Kuss)              |
| Marie Burchard       | 3 (Der Kuss)              |
| Nina Gummich         | 4 (Was sich liebt...)     |
| Bernhard Schütz      | 4 (Was sich liebt...)     |
| Dimitrij Schaad      | 4 (Was sich liebt...)     |
| Isabel Thierauch     | 5 (Nachtschwärmer)        |
| Kara Schröder        | 5 (Nachtschwärmer)        |
| Mehmet Ateşçi        | 5 (Nachtschwärmer)        |
| Clelia Sarto         | 6 (Ain’t no sunshine)     |
| Aleksandar Jovanovic | 6 (Ain’t no sunshine)     |
| Anja Karmanski       | 6 (Ain’t no sunshine)     |

### Staffel 2
| Darsteller              | Folge                  |
| ----------------------- | ---------------------- |
| Una Lir                 | 1 (Weihnachtszauber)   |
| Sebastian Fräsdorf      | 1 (Weihnachtszauber)   |
| Heiner Hardt            | 1 (Weihnachtszauber)   |
| Lea Zoë Voss            | 2 (Es ist kompliziert) |
| Leonard Scheicher       | 2 (Es ist kompliziert) |
| Dela Dabulamanzi        | 3 (Ungelegte Eier)     |
| Steffen Münster         | 3 (Ungelegte Eier)     |
| Nicole Johannhanwahr    | 3 (Ungelegte Eier)     |
| Dennis Didinger         | 4 (die SMS)            |
| Maryam Zaree            | 4 (die SMS)            |
| Knut Berger             | 4 (die SMS)            |
| Kirsten Block           | 5 (Rosa)               |
| Timo Jacobs             | 5 (Rosa)               |
| Pascal Houdus           | 5 (Rosa)               |
| Daniel Zillmann         | 6 (Happy New Year)     |
| David Brizzi            | 6 (Happy New Year)     |
| Christina Große         | 6 (Happy New Year)     |
| Martina Schöne-Radunski | 6 (Happy New Year)     |

## Pressestimmen
- „Liebe. Jetzt!“ bei ZDF Neo: Serie erzählt von der Lockdown-Stimmung im Land – Kultur – Stuttgarter Zeitung
- Neu auf ZDF neo: Die Serie zur Corona-Krise: „Jetzt. Liebe!“ wurde aktuell gedreht – kleinezeitung.at
- ZDFneo: „Liebe. Jetzt! Christmas Edition“ in der ZDFmediathek und in ZDFneo / Sechs Kurzgeschichten über die Weihnachtszeit in der Coronakrise – Saarbrücker Zeitung
- „Liebe. Jetzt! Christmas Edition“: Die zweite Staffel der ZDF-Serie | stern.de